# Blood Beach
Blood Beach (traducción literal: Playa sangrienta) es una película de terror estadounidense de 1981 escrita y dirigida por Jeffrey Bloom y protagonizada por David Huffman, John Saxon, Marianna Hill y Burt Young. La premisa, concebida por Steven Nalevansky, involucra a una criatura acechando bajo la arena de la playa de Santa Mónica que ataca a los lugareños y a los vacacionistas.
La película fue vapuleada por la crítica. En el sitio especializado Rotten Tomatoes, la cinta cuenta con un 0% de ranking aprobatorio basado en seis reseñas, con un rating promedio de 2.6 sobre 10.

## Sinopsis
En la escena inicial, una mujer llamada Ruth está paseando a su perro en Venice Beach en Los Ángeles, cuando de repente es arrastrada bajo la arena de la playa desierta por una fuerza invisible. Sus gritos de ayuda son escuchados por Harry Caulder, un oficial de la patrulla del puerto que está nadando cerca. Harry reporta la desaparición de Ruth a dos detectives de la policía de Los Ángeles, Royko y Piantadosi, quienes afirman que sin un cuerpo, hay poco que puedan hacer. Sin embargo, nuevas extrañas desapariciones llevan a las autoridades a pensar en la posibilidad de una criatura que habita bajo la arena y que se alimenta de carne humana.

## Reparto
- David Huffman es Harry Caulder.
- Marianna Hill es Catherine Hutton.
- John Saxon es el capitán Pearson.
- Burt Young es el sargento Royko.
- Otis Young es el teniente Piantadosi.
- Stefan Gierasch es el doctor Dimitrios.
- Lena Pousette es Marie.
- Darrell Fetty es Hoagy.
- Eleanor Zee es la señora Selden.
- Pamela McMyler es la señora Hench.
- Harriet Medin es Ruth Hutton.
- Mickey Fox es Moose.
- Laura Burkett es la mujer de la playa.